# 保羅·伯格
保羅·伯格（英語：Paul Berg，1926年6月30日—2023年2月15日）是一名美國生物化學家和史丹佛大學榮譽教授。他與沃特·吉爾伯特和弗雷德里克·桑格一起獲得1980年的諾貝爾化學獎，以表彰其「對核酸中DNA鹼基序列的確定方法」。伯格在賓夕法尼亞州立大學接受本科教育，主修生物化學。他於1952年獲得凱斯西儲大學的生物化學博士學位。伯格曾在華盛頓醫學院和史丹佛醫學院擔任教授，此外還擔任貝克曼分子和遺傳醫學中心的主任。除了諾貝爾獎之外，伯格還在1983年被授予美國國家科學獎章，在1986年被授予國家醫學圖書館獎章。伯格是《原子科學家公報》的贊助委員會成員。

## 外部連結
- Paul Berg narrating "Protein Synthesis: An Epic on the Cellular Level" at Google Video（页面存档备份，存于）
- Curriculum vitae（页面存档备份，存于） from the Nobel Prize website
- 2001 article about Berg （页面存档备份，存于） from a Stanford University website
- （页面存档备份，存于） from the Nobel Prize website
- from the Nobel Prize website
- Carl Sagan Prize for Science Popularization award recipient, Wonderfest 2006.